# Oṃ Ah Hūṃ
Oṃ Āḥ Hūṃ è un mantra fondamentale nel Buddismo Esoterico indiano. 

## Descrizione
Oṃ Ah Hūṃ contiene i tre suoni basilari delle recitazioni mantriche, per cui si tratta di un particolare mantra di benedizione che spesso è incluso nella recitazione di preghiere o sadhane.
- Oṃ indica la Natura di Buddha, e le più profonde qualità della mente.[1] Nel Buddismo tantrico questa sillaba implica una richiesta, e rappresenta la mente e la sua capacità di comprendere ogni cosa, anche ciò che attualmente risulta vasto e invisibile. Om stimola la mente del praticante ad affinarsi analogamente a quella di un Buddha pienamente illuminato, lasciandosi andare, entrando in un processo creativo dove non esiste differenza o barriera con il mondo circostante;
- Ah è invece la sillaba che induce all'azione. Per essere tradotto in pratica, ogni atto creativo ha bisogno di essere generato come atto di fede, in quanto si deve credere in quello che si fa. In una seduta di meditazione, l'azione viene concentrata tramite la visualizzazione profonda, e Ah stimola la mente a proiettare un oggetto simbolico che materializza l'azione. In alcuni casi la visualizzazione è talmente reale che appare come vera. Si deve credere abbandonando i dubbi, generando una fiducia incrollabile. Non è importante come si muoveranno le cose attorno al praticante, ma succederà qualcosa d'inspiegabilmente meraviglioso. Una tecnica di meditazione di gruppo del Buddismo tibetano prevede l'uso del suono Ah in un canto collettivo in cui si è portati ad entrare in risonanza e in armonia l'uno con l'altro. In tal modo pare che il battito cardiaco, la respirazione e le onde cerebrali di più persone interagiscano quando emettono il suono Ah insieme;
- Hūṃ è la sillaba che riassume in sé ciò che il praticante è al presente e ciò che diventerà in futuro. Implica il ricevere senza chiedere, in un principio di felicità, al di la di un processo razionale. Indica la capacità di essere qui e ora e al tempo stesso d' immaginarsi in uno stato di vuoto, la capacità di dissolversi dal mondo per entrare in contatto con lo spazio. Quasi tutte le preghiere buddiste finiscono per Hūṃ.

## Buddismo tibetano
Nel Buddismo, soprattutto nella scuola tibetana, è convinzione che l'integrazione del mantra Oṃ Ah Hūṃ nella vita quotidiana permetta di essere più attenti a lasciare andare le esperienze senza sviluppare attaccamento, favorendo la comprensione del funzionamento della vita, che diventa meno pressante e più leggera. Il mantra viene recitato anche prima di bere e mangiare, e anche prima di dormire, come atto di purificazione ed energizzazione, oltre che nelle offerte, in modo che vengano effettivamente ricevute dalla divinità buddhica per il bene di tutti gli esseri senzienti.